# 정환석
정환석(鄭煥錫, 1958년 1월 19일, 전라남도 화순군 ~ )은 대한민국의 제5대 경기도의원이다.

## 학력
- 광주중앙국민학교 졸업
- 광주충장중학교 졸업
- 광주숭일고등학교 졸업
- 조선대학교 기계공학과 학사 졸업

### 비학위 수료
- 용인대학교 경영대학원 경영학과 경영학 석사 수료

## 경력
- 1990 ~ 2005 한국노동조합총연맹 에스콰이어캐주얼 노동조합 위원장
- 1993 ~ 1995 한국노동조합총연맹 성남지역지부 사무국장
- 1998 ~ 2000 한국노동조합총연맹 성남지역지부 부의장
- 2000.06 ~ 2002.06 제5대 경기도의회 의원
- 2000.07 ~ 2002.06 제5대 경기도의회 후반기 보건복지위원회 위원·도시환경위원회 위원
- 2001 성남시 호남향우회 본회 상임이사
- 2001 생활체육성남시 태권도연합회 자문위원장
- 2004 ~ 2011 중원구 영성중학교 운영위원회 운영위원장
- 2005 ~ 2006 민주평화통일자문회의 성남시협의회 부회장
- 2005 한국노동조합총연맹 성남지역지부 지도위원
- 2005 전국식품산업노련 경기지역본부 본부장
- 2006 ~ 2012 성남시 참사랑 복지회 이사
- 2008 복지재단 디딤돌 법인이사
- 2010 ~ 2012 동원대학교 외래교수
- 2011 ~ 경기지방 노동위원회 근로자위원
- 2012 ~ 2012 민주통합당 노동자 경영참여추진특별위 위원장
- 2012 제18대 대통령선거 민주통합당 문재인 대통령 후보 성남시 중원구 지역선거대책위원장
- 2012 ~ 2015 민주당 경기도당 노동위원회 위원장
- 2012 ~ 2014 민주당 경기도당 성남시 중원구 지역위원회 위원장
- 2014 제6회 전국동시지방선거 성남시장 이재명 후보 선거대책본부 위원장
- 2014.12 ~ 2015.12 새정치민주연합 경기도당 성남시 중원구 지역위원회 위원장
- 2015.12 ~ 2016.02 더불어민주당 경기도당 성남시 중원구 지역위원회 위원장
- 2018.02 ~ 2019.04 바른미래당 경기도당 성남시 중원구 지역위원회 위원장
- 바른미래당 경기도당 성남시 중원구 지역위원회 위원장

## 역대 선거 결과
|  | 43.8% |

|  | 42.55% |

|  | 35.62% |

|  | 17.68% |